# Балах Вадим Віталійович
Балах Вадим Віталійович (псевдонім Вадим Сварог, 9 липня 1906, Петрашівка — 11 травня 2005, Монтерей (Каліфорнія)) — український філолог, журналіст, учитель, редактор.
Народився в Україні, до США прибув після Другої світової війни, жив у Каліфорнії.
До виходу на пенсію працював у Школі Мов Армії США у Монтереї, Каліфорнії, а пізніше деякий час був головним редактором журналу «Нові дні» в Торонто (Канада).